# 琉球新報

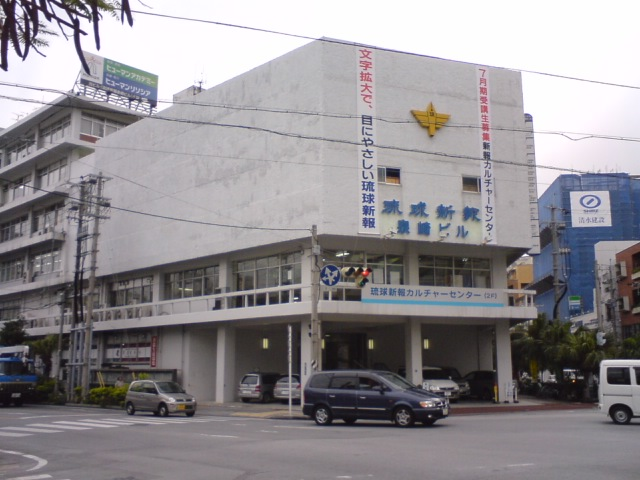
2005年まで入居していた琉球新報泉崎ビル

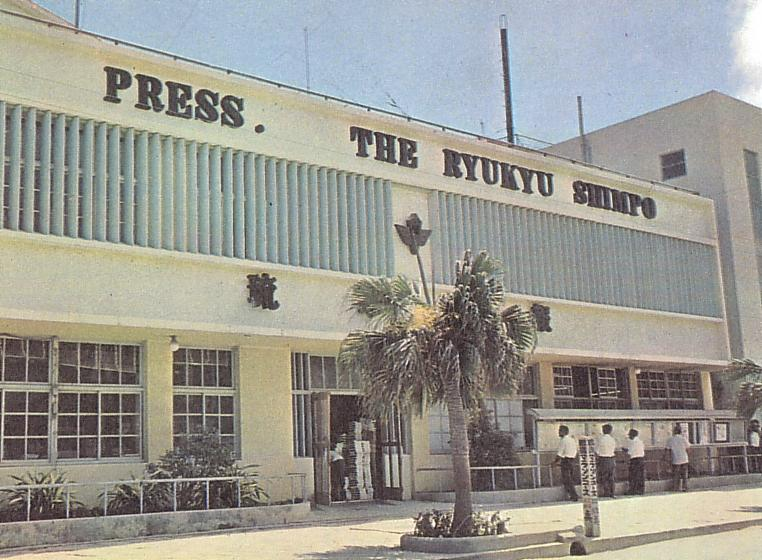
1960年代の琉球新報社屋

琉球新報（りゅうきゅうしんぽう、英: Ryukyu Shimpo）は、沖縄県を中心に発行されている日刊新聞である（地方紙）。株式会社琉球新報社（りゅうきゅうしんぽうしゃ、英: The Ryukyu Shimpo Co., Ltd.）が発行している。

## 概説
「琉球新報」という名前の新聞社は1893年に沖縄最初の新聞社として設立されたが、1940年に戦時統合によって消滅している。現在の「琉球新報」は1951年に「うるま新報」を復元改題したものであり、法人としては別組織である。

## 第一次琉球新報
第一次「琉球新報」は、首里出身の尚順、高嶺朝教、太田朝敷ら旧琉球王国の支配層によって創設。創刊目的 に明言するように、日本に国民的に「同化」することを目指した。当時の寄留商人に牛耳られた沖縄社会を沖縄県人の手に取り戻すためには、日本に「同化」する必要があると判断し、それが成功した結果、「支配階級の機関紙」といわれた。沖縄の自由民権運動を率いた謝花昇を、第4代知事奈良原繁とともに弾圧した。社内の分裂も経ながら、3紙統合がなされた沖縄戦直前まで生き延びたのも、経営者が資産家であったこと、また県当局に妥協し、民権運動を弾圧するなど事大主義的な編集方針が幸いしたといわれる。
1940年の新聞統制により「沖縄朝日新聞」「沖縄日報」とともに「沖縄新報」に統合された。しかしながら、同紙は沖縄戦とともに新聞発行が不可能になり、1945年5月25日に廃刊した。

## 第二次琉球新報
戦後、在日米軍はその準機関紙として「ウルマ新報」(のちに「うるま新報」に改題)を新たに創刊。社長には島清、続いて瀬長亀次郎と沖縄人民党（日本共産党沖縄県委員会の前身）と重なる人脈が続いた。1952年、サンフランシスコ講和条約締結を祝って改題、「琉球新報」の題字を復活させ、号数は戦前の琉球新報のものを加算している。第一次琉球新報との直接的な連続性はない。
1969年には労働組合のストライキ（春闘）の影響で約2週間新聞休刊したこともあった。1979年には九州・沖縄地区初のカラー印刷を開始。更に1981年には1面など主要ページを全国主要地方紙として初めて連日カラー化に踏み切った。
県内ではライバル紙「沖縄タイムス」とシェアを二分する。2005年3月期の売上構成は新聞購読料が38%、広告料収入37%、その他25%となっている。
マスコットキャラクターはりゅうちゃん。
2009年3月より夕刊を廃止し、朝刊のみの発行となる（それ以前からも1993年10月から第2土曜日が休刊となっていた。これは週休2日制が定着したことを受けてのものである）。社告ではその理由を「広告需要の長期低迷と、用紙代やインキ代など資材高騰による新聞製作コスト上昇」と説明し、夕刊時間帯のニュース報道はインターネットを活用して速報態勢を強化するとしている。なお夕刊廃止は大手紙・地方紙の別を問わず全国的な流れとなっており、沖縄タイムスも同時期に夕刊廃止を行った。

## 歴史

### 旧・琉球新報→沖縄新報
- 1893年9月15日 - 沖縄県初の新聞として、隔日刊新聞「琉球新報」が発行される。尚順が社長、太田朝敷が編集担当。社屋は那覇西村123番地。紙面は縦35.6 cm、横28.5cmで4ページ建て、隔日刊。（現在の同紙とは題字が同一だが、企業体は別である）[9][10]。
- 1906年 - 日刊紙となる。
- 1914年4月25日 - 紙齢（号数）5000号を数える[11]。
- 1915年6月16日 - 記事「飛行機の話」に言文一致の新聞文章が沖縄県内で初めて使われた。
- 1940年
  - 沖縄県庁と日本民芸協会の柳宗悦との間で「沖縄方言論争」が起こった。沖縄県庁の「標準語励行」推進方針に対し、柳は沖縄語（琉球語）の重要性を指摘して批判したが、琉球新報は沖縄県庁の側を支持し「標準語推進」の論陣をはった。
  - 12月20日 - 全国的に行われた「一県一紙化」を目的とする政府指導により「琉球新報」、「沖縄毎日新聞」、「沖縄日報」の三紙が統合し、新たな新聞「沖縄新報」を発行した[12]。
- 1945年
  - 3月23日から始まった沖縄戦の最中も、首里城地下の32軍司令部壕の近くにあった新聞社壕で発行が続けられた。壕内の新聞発行は元「沖縄朝日新聞」記者らが中心となって発行を続けており、元「琉球新報」記者はすでにこの時点で制作に携わっていなかった[13][注 4][15]。同年5月27日に第32軍が沖縄本島南部へ撤退したため、新聞発行を続けることが困難になり事実上終刊[12]。全国で唯一、戦争によって廃刊された新聞となった。

### ウルマ新報→うるま新報→現・琉球新報
- 1945年
  - 7月26日 - アメリカ軍政府は日米戦の客観的事実を伝えるために、石川収容地区で新聞発刊を指示。戦前・戦時中に新聞を作っていた記者たちは除外され、戦争には非協力的だった社会主義者の島清が責任者に選ばれた[16][注 5]。アメリカ軍の責任者は海軍大尉のウエイン・サトルス[18][注 6]。わら半紙、ガリ版2ページ、初号は新聞名のないまま、2号から「ウルマ新報」[注 7]と名付けられた[16][21]。当初の記事は全て軍政府提供で、アメリカ側から見た日米の戦況が伝えられ、8月15日付の第4号では「渇望の平和 愈々到来！」の見出しで日本政府のポツダム宣言受諾を報じている[16]。日本の敗戦後はアメリカ軍政府から収容所住民への連絡事項や各収容地区の状況を伝える紙面に変わっていき[16]、このころの記事で最も関心を引いたのは、孤児院や養老院に収容されている孤児や高齢者の名前を紹介した「身寄り求む」であった[16]。米軍が戦前の新聞関係者による新聞発行を嫌ったため、新聞発行に経験がない素人によって発行されることとなった[22][23][24]。そのため、戦時中に発行されていた「沖縄新報」や、戦前の「琉球新報」との人的つながりは島清を除くと編集部門ではなく、新聞壕の活字を掘り起こした技術部門の人々[25][26] が、実質的に戦前の琉球新報とのつながりを示している。
- 1946年
  - 4月 - 池宮城秀意が編集長に就任。新聞記者としての職歴をもつ唯一の職員[27]。
  - 5月22日 - 新聞名の「ウルマ」をカタカナからひらがなに改題し、無料から有料に切り替わる[18]。米軍政府と沖縄民政府の機関紙に正式に指定[28]。
- 1949年2月 - 「琉球新報」復刊を目指し株式会社琉球新報社を設立。
- 1951年9月10日 - サンフランシスコ平和条約締結を機に「琉球新報」に復元改題。再び、琉球新報の名で発行され始める[3]。沖縄民政府副知事を退任し、戦前の「琉球新報」社長を務めた又吉康和が題字へのこだわりと郷愁が背景にあった。高良一が「琉球日報」という新聞を買い取り「琉球新報」と改題しようとするのをやめさせて、自らの新聞の題字に採用した[29]。この時、池宮城秀意は更迭。後任の又吉は、保守のご意見番として、米軍に重用されていた。うるま新報を穏健な新聞とするため社外資本を導入。さらに講和条約の調印を祝って「琉球新報」へ改題。社内には、支配階級や特権階級の権益を守ることにあけくれた「戦前の琉球新報」への郷愁によるものと受け止められた[30]。
- 1955年3月1日 - 夕刊が発行され始める。
- 1961年2月16日 - 日本新聞協会に入会。
- 1963年9月15日 - 戦前の琉球新報との一体感を打ち出すために、親泊政博社長が「復刊17年、紙齢5000号を迎えた」と表現。9月15日に「創刊70周年」（ウルマ新報創刊18年）を打ち出した。
- 1965年1月 - 那覇市下泉町2の8に地上4階、地下1階の新社屋が落成、移転。
- 1966年
  - 4月1日 - 琉球新報社の提唱で「ノグチゲラ」を沖縄県鳥に選定。
  - 12月20日 - 琉球政府と共催で沖縄県木選定運動を提唱、「リュウキュウマツ」が県木に選定される。
- 1968年2月1日 - 前日1月31日付けの朝刊の発行号数6815号を、2月1日付けで発行号数21058号に変更[31]。この年の9月15日創刊75周年（ウルマ新報創刊23年）を祝う。
- 1969年5月20日 - 労働組合のストライキが勃発。6月3日まで新聞発行が事実上停止。
- 1979年
  - 8月 - 九州・沖縄地区では初の超高速多色カラー・オフセット新聞印刷輪転機を設置。
  - 10月7日 - 朝刊から連日多色カラーの報道写真を掲載。
- 1981年
  - 7月18日 - 全国に先駆けて紙面の文字を大型化、従来の1段93行、1行15字詰めの文字配列体裁を1段90行、1行14字詰めに改める。
  - 12月7日 - 全国初の朝夕刊連日カラー印刷となり、天気図を朝夕刊カラー化。
- 1983年9月1日 - 株式会社琉球新報開発を設立。
- 1984年3月1日 - 名護市に北部本社を開設。これにより今まで不可能だった伊江島、宮古諸島、八重山、久米島など離島での夕刊の即日配達を可能にした。
- 1985年4月1日 - 週刊「レキオ」を発行。
- 1990年7月1日 - 同社のスポーツ新聞「新報スポニチ」を発行（スポーツニッポン新聞社と提携=事実上の地域フランチャイズ契約）。
- 1993年
  - 9月15日 - 創刊100年（ウルマ新報創刊48年）。
  - 10月9日 - 第2土曜日付夕刊廃止。
- 1994年9月15日 - 縦題字から横題字に変更。
- 1996年5月24日 - ウェブサイト開設。
- 1997年2月19日 - 台湾最大の発行部数を誇る中国時報社と記事交換協定を結ぶ。
- 1999年11月15日 - 那覇市天久に制作センター完成。
- 2001年1月3日 - 正月休みとして1975年以来、同日付け新聞は休刊していたが、当年に25年ぶりに1月3日号発行（沖縄タイムスも同様）。
- 2005年
  - 3月15日 - 本社を現在の那覇市天久に移転。
  - 4月20日 - 県内初の琉球新報新聞博物館を本社に併設。
  - 9月15日 - 琉球新報キャラクター「りゅうちゃん」が誕生。
- 2008年11月1日 - 「日本経済新聞」の委託印刷を開始。全国紙では初めての沖縄現地印刷。
- 2009年
  - 3月1日 - 夕刊を廃止。朝刊単独紙に移行。
  - 10月5日 - 沖縄タイムスとの間で、災害時やシステム障害の際の「緊急時における新聞発行の援助に関する協定」を締結。
- 2011年1月9日 - 小中学生新聞「りゅうPON」創刊。
- 2015年12月9日 - 琉球新報泉崎ビルが閉館した。同月末よりビルの取り壊しが開始され、跡地では2017年秋完成予定の新本社ビルの建設が行われる[32][33]。
- 2018年5月7日 ‐ 本社を那覇市泉崎の新本社ビルに移転[34]。
- 2020年4月1日 ‐ 日本経済新聞社・沖縄タイムス社と「沖縄新聞データベースplus日経テレコン」設立し3社のデータベースを統合

## 論調
沖縄タイムスと同様、日米安全保障条約や在日米軍、在沖自衛隊の軍備増強について批判的である。
- 「沖縄はゆすり・ごまかしの名人」発言で米国務省により更迭されたケヴィン・メアについて、在日米軍が行った東日本大震災の際のトモダチ作戦と称した救援活動に、更迭されたばかりのメアを日米間の調整担当に充てたことなどから「売名目的」と厳しく批判し、県各地の議会によるメアへの抗議などを詳細に報じている[36][37][38][39][40][41][42]。
- 沖縄戦のドキュメンタリー作家の上原正稔による連載「パンドラの箱を開く時」（開始2007年5月25日）で、「慶良間諸島の集団自決は米軍や旧日本軍による命令ではなく防衛隊員による指示または教唆であった」とする内容の回が[43]、「社の方針」で不掲載[43]。上原は琉球新報を相手に那覇地裁に提訴。一審は、琉球新報の「慶良間編の原稿が従前書いた物の二重掲載である、最終回の原稿は新味のない焼き直しである」主張を認め、2012年11月20日、上原の主張は認められなかった[44]。上原が控訴した2審では[45]、2013年7月29日、福岡高裁那覇支部は琉球新報に105万4000円などの支払いを命じ、上原は逆転勝訴した[46][47]。琉球新報は上告せず、上原の勝訴が確定した[48]。
- 東日本大震災後は、原発事故に絡めて普天間問題を始めとする基地問題への反対を主張する論調が見られるようになった[49]。また、東京都が瓦礫を受け入れる事に反対の意見が殺到したことに対し「黙れと言えばいい」と発言した東京都知事の石原慎太郎を批判した[50]。
- 4コママンガ「がじゅまるファミリー」では、沖縄県民大会について描かれる事がある（2007年の大会前日と2010年の大会前日）[51][52]。また、2010年6月には作者の実母の体験とされる沖縄戦体験談をモデルにし、集団自決を連想させる内容が4コママンガに描かれたこともある[53]。
また、2012年6月には「平和の音」と題し、過去に嘉手納基地の司令官が発言した[54]、米軍機の騒音を表す「自由の音」発言を批判するような内容を描いている[55][56]。

### "琉球独立"に言及した報道
2014年、琉米修好条約160周年を記念した特集記事 で、「琉球処分は国際法上、不正」であるとする日本の学者の主張を掲載した。中国の『環球時報』は同年8月1日、この件を報じた。
2016年10月29日、機動隊員による「土人」発言を批判する社説において、「差別発言を契機に、『自治権確立』、さらに『琉球独立』の声すら高まりつつあるように思われる。独立論の高まりは『日本』対『沖縄』の対立をさらに深めることになるだろう。日米両政府は沖縄への差別政策をやめるべきだ。沖縄に基地を集中する『構造的差別』が続く限り、県民の分断、『日本』対『沖縄』の亀裂は埋まらない」と述べた。同年11月16日、『環球時報』は「琉球は日本固有の領土とは言えない」、「琉球は独立国で、中国が長く宗主国だったが、日本に占領された」、「日本が琉球諸島を自国の領土にする目的で世界遺産登録を利用するなら、戦後の国際秩序への挑戦だ」という内容の論文を掲載している。
公安調査庁は『内外情勢の回顧と展望』（平成27年度版）のコラム「『琉球帰属未定論』の提起・拡大を狙う中国」の中で、「『琉球新報』が『琉球処分は国際法上，不正』と題する日本人法学者の主張に関する記事を掲載した際には，人民日報系紙『環球時報』が反応し，関連記事を掲載する（8月）など，中国側の関心は高く，今後の沖縄関連の中国の動きには警戒を要する」と述べている。『内外情勢の回顧と展望』（平成29年度版）のコラム「『琉球帰属未定論』を提起し，沖縄での世論形成を図る中国」では、琉球独立運動の背後に南シナ海問題をめぐる対中包囲網の形成を警戒する中国が自国の大学やシンクタンクを通し、「沖縄で，中国に有利な世論を形成し，日本国内の分断を図る戦略的な狙いが潜んでいる」と記している。

## 批判

### "偏向報道"批判
専修大学教授の山田健太は、2011年頃から、政府及び保守系メディアによる沖縄メディアへの偏向批判がなされるようになったと述べている。
2015年に、同紙が偏向報道体質であると主張する沖縄県民により、同紙の体質の是正の要求を目的とした、「琉球新報、沖縄タイムスを正す県民・国民の会」が設立されている。運営代表委員の我那覇真子は「米軍普天間飛行場（同県宜野湾市）の辺野古移設を「新基地建設」とあおるといった」偏向報道を批判している。
百田尚樹は、琉球新報と沖縄タイムスについて「本当に間違った新聞だ。選挙の行方さえ（投開票の）当日朝の意図的な報道で変えてしまう。おそらく朝日新聞は『沖縄の新聞はうらやましい』と思っている」と批判している。2015年6月に百田の「沖縄の2つの新聞は潰さないといけない」という発言に、朝日新聞や毎日新聞や東京新聞からも批判が出たことについて、「沖縄２紙が怒るのは仕方ないが、それ以外の朝日、毎日、東京なども『許さん！』（と批判した）と。『集団的自衛権の行使や』と思った」と述べている。一連の批判について、百田は「憲法で言論の自由は認められている。私には新聞社を潰す権力はない。朝日新聞や沖縄2紙が潰れてほしいと思うのは勝手だ」としている。
産経新聞編集委員の宮本雅史は、沖縄で4年間生活して「地元紙二紙「琉球新報」「沖縄タイムス」の紙面には、１年を通して米軍基地反対を訴える記事が載らない日はない。ほかにもニュースはあるだろうに……と注文をつけたくなるほどだった。しかも、イデオロギーに支配されているのではないかと疑いたくなる記事がいかに多いことか。東京時代、一部新聞の偏向報道に辟易したこともあったが、それ以上だった。偏向報道というより恣意的な世論操作ではないか－－という印象すら持った。」と述べている。
篠原章は、「琉球新報にコラムを書こうとしたが、結局、掲載には至らなかった。基地反対派に都合の悪い意見は載せてもらえない。また沖縄の反対運動に中国が関与しているのは、米国政府の公式報告書に記載されている」と批判している。
「産経新聞」によると、沖縄の基地移設反対派とのトラブルとなった東村在住の会社経営者は、「沖縄の地元紙2紙（琉球新報と沖縄タイムス）は山城被告のスピーチは1面で大きく扱い、我那覇さんのスピーチは琉球新報が黙殺、沖縄タイムスは本当に小さい記事だった」と批判している。

### 沖縄平和運動センター議長逮捕報道
2015年2月22日、沖縄県名護市辺野古の米海兵隊基地キャンプシュワブゲート前で、普天間基地返還統合のための工事に反対している活動家らが米軍占用施設内に不法に進入し2名が刑事特別法違反容疑で逮捕され、翌23日に送検、証拠隠滅や逃走の恐れがないと判断され23日夜釈放される事件があった。これについて琉球新報は24日の社説において、逮捕された山城博治（沖縄平和運動センター議長）の主張を取材した上で「（山城は）基地内の境界線を示す黄色い線に立っていただけだ」とし、「県民大会を前にした抗議行動への弾圧」であると断じ、「刑事特別法を逸脱した人権弾圧」「米軍による人権蹂躙」などと強い言葉で批判した。
2015年3月9日、チャンネル桜沖縄支局キャスターのてどこんボギーは、米軍の監視カメラの動画をYouTubeに投稿した。動画には、マイクを持った山城が黄色の境界線を越えて基地警備員を挑発し、侵入行為に対して警備員が駆け寄ったところで活動家らとの小競り合いが始まり、警備員に拘束されそうになった山城が一旦仲間によって助けられ引き戻されるという場面が何度か繰り返され、最終的にひきずられて拘束される様子が記録されている。さらに動画には新聞記者とみられる腕章とスチルカメラを持った男性が2名写っており、もみあいの際にはこの2名も境界線を越えているのが確認できる。現場周辺は活動家らがテントを建てるなどして路上を占拠した上、工事関係車両出入りの通行妨害騒動や警察との小競り合いが頻発する状況で、琉球新報記者が常駐して活動家目線で頻繁にツイッター配信していた。チャンネル桜は、記者が現場にいながら、目撃者や米軍側の主張を掲載せずに事実と全く異なる内容を断定的に記事にした事が動画流出によって初めて明らかとなった本件は、報道機関としての社会的責任への背反である恣意的報道（民意誘導・言論統制）が改めて疑われる深刻な事案であると批判した。一方で、この動画公開について琉球新報は、非公式なルートで不適切に公表されたとする米軍の管理体制を問題視する記事を掲載した。その後、動画流出に関わった米軍幹部は処分を受けた。
これら一連の報道に対し、琉球新報、沖縄タイムスを正す県民・国民の会は、琉球新報と沖縄タイムスに、「報道被害はとっくに社会の受忍限度を超えている」とし、理由説明を求める2016年2月23日付の公開質問状を送っている。同団体運営代表委員の我那覇真子は、「だれが見ても逮捕されて当たり前」にもかかわらず、琉球新報、沖縄タイムスは「不当逮捕だとキャンペーンを打ち」、その後「不法侵入の様子を撮影した動画が（ネットなどで）公開されると、「動画が流出したことはけしからん」と問題をずらして批判」したと批判している。

### 編集局長による「沖縄は日本の領土でもありません」発言の訂正騒動
編集局長の潮平芳和は、国連人権理事会と同日の2015年9月21日に同じ建物内の国際連合ジュネーブ事務局で公開シンポジウムを開催し、沖縄県知事翁長雄志の目の前で「沖縄は米国の領土でなければ、日本の領土でもありません」と発言しその動画を公式に発表している。10月5日に幸福実現党沖縄県本部は、潮平編集局長の発言内容の訂正を求め、琉球新報社に抗議の電話を入れる。さらに10月8日に琉球新報社に抗議文を届ける。その後、琉球新報社は、「沖縄は米国の領土でなければ、米国の植民地でもありません」の言い誤りであったと公式ウェブサイトに訂正文を掲載した。
琉球新報、沖縄タイムスを正す県民・国民の会運営代表委員の我那覇真子は、「本当に間違えたのでしょうか。資料は英文、でも実際言ったのは日本語です。もし言い間違えたのだったら言い直すぐらいするはずです。恐ろしい発言です。そして日付に注目していただきたいのですが、訂正は10月8日です。発言したのは9月21日。動画が話題になり、やばいということでアリバイ作りをしたと私はみています。濃いイデオロギー思想の人たちが、われわれが想像もつかないような方法で、われわれが想像もつかないようなところに着々と持っていこうと運動、工作しています。」と批判している。

## 受賞した報道・連載
- 1968年 - 「黒い政治」で日本ジャーナリスト会議（JCJ）奨励賞
- 1978年10月15日 - 中国漁船団の尖閣諸島領海侵犯の写真報道で日本新聞協会賞を受賞
- 1985年 - 前泊博盛記者が連載「子供たちの赤信号〜学校保健室はいま」でアップジヨン医学記事賞特別賞
- 1987年 - 編集局が「国家機密法と沖縄」でJCJ奨励賞
- 1988年4月23日 - 連載企画「沖縄農業の最先端」で国吉克俊記者が農業ジャーナリスト賞を受賞
- 1996年 - 「異議申し立て基地沖縄」でJCJ奨励賞
- 1998年10月15日 - キャンペーン「検証 老人デイケア」報道で日本新聞協会賞受賞
- 2000年 - 「平和資料館展示変更問題」でJCJ賞
- 2003年 - 琉球新報社編「ルポ 軍事基地と闘う住民たち」で平和協同ジャーナリスト基金奨励賞
- 2004年
  - 8月14日 - 外務省機密文書の暴露（日米地位協定の問題、「日米地位協定の考え方」全文掲載）と地位協定の改定を目指すキャンペーン報道でJCJ大賞を受賞
  - 地位協定取材班の連載「検証地位協定〜不平等の源流」がJCJ大賞
  - 同企画で第4回石橋湛山記念・早稲田ジャーナリズム大賞を受賞
  - 同企画で新聞労連ジャーナリズム大賞特別賞受賞
- 2005年
  - 9月7日 - 沖縄戦60年企画「沖縄戦新聞」が日本新聞協会賞を受賞
  - 10月5日 - 同企画で第5回石橋湛山記念・早稲田ジャーナリズム大賞を受賞
- 2010年
  - 連載「呪縛の行方」を中心とする普天間基地移設問題のキャンペーン報道でJCJ賞受賞
  - 与那嶺路代ワシントン特派員の「普天間問題を巡るワシントン発の一連の報道」で平和協同ジャーナリスト基金奨励賞
- 2011年
  - 1月 - 「普天間飛行場問題の本質に迫る報道」で第15回新聞労連ジャーナリスト大賞を高知新聞と共同受賞
  - 連載「それぞれの歩幅で〜発達支援を考える〜」で第30回ファイザー医学記事賞優秀賞を受賞
  - 「ひずみの構造――基地と沖縄経済」で平和協同ジャーナリスト基金奨励賞
- 2012年
  - 1月 - 「米軍普天間飛行場返還・移設問題をめぐる沖縄防衛局長による不適切発言の報道」で第15回新聞労連ジャーナリスト大賞を受賞
  - 7月 - 「沖縄防衛局長の『オフレコ』暴言スクープをはじめとする米軍普天間飛行場移設問題をめぐる一連の報道」で第55回JCJ賞を受賞
  - 9月 - 玉城江梨子記者の連載「住民と共に生きて―復帰39年 医療保健の足跡」が第31回「ファイザー医学記事賞」優秀賞[84]
  - 12月 - 連載「米海兵隊のオスプレイ配備に抗（あらが）う一連の報道」が、平和・協同ジャーナリスト基金（PCJF）賞奨励賞を受賞[85]
- 2013年
  - 山陰中央新報との共同企画「環りの海」が日本新聞協会賞受賞[86]
- 2019年
  - 「沖縄県知事選に関する情報のファクトチェック報道」で、第23回新聞労連ジャーナリズム大賞を受賞[87]。

## 不祥事
- 2025年
  - 2月 - 「プロ野球沖縄キャンプ特集　2025」の読者プレゼントにウェブ応募した人の個人情報が流出した可能性があると発表。3日午後1時40分ごろから同2時40分までの1時間、設定を誤り、申し込み済みの842人の個人情報が閲覧できる状態だった。[88]

## 誤報
- 2010年11月28日付、宜野湾市長選挙投票日の紙面で選挙を報道する際、候補者・安次富修の写真に「市民税の引き上げや中学校3年生までの医療費無料化などを掲げ、市政の変革を訴える安次富修氏」とのキャプションをつけてしまう。安次富は公約に「市民税の引き下げ」を掲げており、キャプションは全く逆である。安次富を支援する宜野湾市議会議員などの指摘を受けた琉球新報は、直ちに投票所に訂正とお詫びを掲示する手配をし、ホームページでは即日、紙面では翌29日に訂正記事を掲載した[89]。選挙で安次富は21742票を獲得したが、対立候補の安里猛に1856票差で敗れている。
- 11月26日の朝刊5面に、「磁石の力で発電 エコエンジン研究へ」と題する記事が発表され、磁石による回転運動によって発電する装置を沖縄工業高等専門学校が開発しているとした。しかし、沖縄高専は、取材を受けた事は事実だが「発電を実現する」というコメントはしていないとこの記事を否定した[90]。なお、この記事は琉球新報のサイトでは削除されている。
- 2013年1月31日、読者の投稿欄に小学1年生の女児が、祖父のためにタバコを購入したという投書が載った。しかし、この女児が所属しているとされた小学校に、この名前の児童は在籍しておらず、学校側が琉球新報に連絡を入れた。2月6日、琉球新報は「第三者による学校名・氏名を偽った投稿であり、内容も不適切だった」として「おわび」を掲載した。医療関係者が、不適切な内容とは何のことかを尋ねると、「おわび記事に書いている以上のことはお話できません」と断られた。この投稿には、「祖父のため」といえば小学生にでもタバコを売ってくれるという宣伝ではないかという疑いがある。また、小学生が習っていない漢字が使われていた[91]。

## 連載漫画
- 「がじゅまるファミリー」（ももココロ）
- 「とうじはマンガ家」（ふくはらさなえ）
- 「ハロー、ぼくたちゲンキです」（上原脩平）

## 放送番組表
- 最終面（地上波テレビ） - NHK沖縄総合・Eテレ、琉球放送、琉球朝日放送、沖縄テレビ放送（フルサイズ）、NHK BS、BSプレミアム4K（ハーフサイズ）、解説欄
- 中面（衛星放送・ラジオ） 民放系無料BS放送、BS11、BSトゥエルビ、WOWOW（プライム・シネマのみ）、BS松竹東急、テレビにらい、宮古テレビ、石垣ケーブルテレビ（3局とも自主編成のチャンネル、以上ハーフサイズ）、NHK BS8K（1/3サイズ）、Eテレサブチャンネル（極小サイズ）、NHK沖縄ラジオ第1、ラジオ第2、ラジオ沖縄、RBCiラジオ、NHK沖縄FM、エフエム沖縄（2/3サイズ）、コミュニティFM放送県内全18局（およそ1/5サイズ、かつては全19局だった。）。

2022年10月31日まではBSスカパー!を中面衛星放送欄にハーフサイズで掲載したが、放送終了に伴い翌11月1日からBS松竹東急に差し替えた。3月26日の開局から約7ヶ月経ての掲載となる。また、民放BS4K独自編成主要番組表をEテレサブチャンネルの上枠にまとめている。ただし、ハートFMなんじょう閉局日の2023年3月31日までは他の番組表と違い基本最小サイズの縦書きとなっておりNHK BS4K下の欄にまとめていた。番組差し替えが多い場合行数を増やすこともある。現在はハートFMなんじょうの番組表削除に伴いその空き枠にNHK BS4Kが移動したことでスペースに余裕が出たことから、他の番組表同様横書きとなっている。
※県外放送局とスター・チャンネル、WOWOWライブ（以上2局ともかつては掲載していた）、BSJapanext、BSよしもと、ラジオNIKKEIは掲載されていない。また、BSの放送大学もテレビ・ラジオとも番組表は掲載されていないが、チャンネル番号は紹介している。ただし、問い合わせ用として、URLアドレスと電話番号が記載されている程度である。
※ケーブルテレビでは県外局の再配信をテレビ局単位では行っていないが、2019年8月から関連会社の沖縄ケーブルネットワークが鹿児島讀賣テレビ（KYT）からの電波を受信点である辺戸岬で受信して自社のケーブルで再配信、一部の報道・情報番組を自主編成チャンネル「テレビにらい」で開始した（ただし、KYTの字幕・データ放送は非対応）。また、2022年10月1日からは宮古テレビの自主チャンネルに於いても、沖縄ケーブルネットワークからの回線経由でKYTの一部番組の区域外再放送を開始した。ちなみに、鹿児島県のその他のテレビ局も沖縄本島北部で直接受信出来る地域がある。ラジオも一部受信出来る局あり。
※2011年10月1日より、最終面の地上波テレビはリモコンキーIDの若い順に再編された（沖縄タイムスと同じ順番）。以前は、Eテレ・総合、沖縄テレビ放送、琉球放送、琉球朝日放送と、民放は沖縄テレビが最初になっていた。

## 他メディアとの関わり
- 泉崎ビルに読売新聞那覇支局、産経新聞那覇支局、毎日新聞那覇支局、日本テレビ那覇支局、八重山毎日新聞那覇支局、宮古毎日新聞那覇支社、宮古新報那覇支局などが入居していたが、2015年末の同ビル閉鎖・取り壊しにより一部は周辺のビルへ移転している（ちなみに朝日新聞那覇総局と共同通信那覇支局は沖縄タイムス本社内）。

### 日本経済新聞
- 日本経済新聞社とは前述の通り、同新聞の現地印刷並びに配達を行っているほか、沖縄タイムスとの3社共同で日経テレコンのデータベース事業を行っている[94][95]。

### 毎日新聞
- 毎日新聞社とは本紙記者が毎日新聞から委託される形で、沖縄の通信員を兼任していた時期がある[96]。
- 毎日新聞傘下のスポーツ紙であるスポーツニッポンと提携して、新報スポニチを発行・販売していたが、2025年3月31日付で紙の新聞としては休刊となり、紙面ビューアーを用いる電子版に移行した[94]。

### 読売新聞・日本テレビ
- 日本テレビとは本紙記者であった森口豁が同局から委託される形で沖縄の通信員を兼任していた時期がある（後に同局に移籍）[96]。
- また、2022年4月に沖縄県内では初めてとなるプロ野球・読売ジャイアンツ1軍公式戦の主催試合（対横浜DeNAベイスターズ戦）を読売新聞グループ本社や日本テレビと共同で開催[97]。同県内にて行われる巨人主催のオープン戦についても同様の形で開催している[98]。

## 備考
- テレビ欄は日刊スポーツPRESS（旧・日刊編集センター）から配信されている（沖縄タイムスもここからの配信）。
- 2011年1月17日から、共同通信社が方正（現HOUSEI）と組んで構築した電子新聞プラットフォーム「NewsOasis（ニュースオアシス）」を用い、インターネットに接続したパソコン、iPhone又はiPadにより紙面を有料で閲覧できるサービス「琉球新報電子版」を開始した。それ以前から紙面よりも早く最新ニュースをWebサイトに掲載する際、記事末尾に【琉球新報電子版】とクレジットしてきたが、インターネットによる紙面配信とは直接関係ない。2012年6月15日に県内向けサービスを開始したのを機に、紙面配信サービスを「琉球新報電子新聞」と改称した。
- 東日本大震災発生後の2011年3月11日、12日、14日に号外発行、15日から18日までの4日間、夕刊発行時間帯に4ページ建ての特別版を発行した。
- 2020年11月11日から、新たな電子新聞「琉球新聞デジタル版」を開始[99]。従来の「琉球新報電子新聞」は2021年2月末で終了した[100]。

## 所在地
株式会社琉球新報社
- 〒900-8525 沖縄県那覇市泉崎1丁目10番地3号

琉球新報天久ビル
- 〒900-0005 沖縄県那覇市天久905

株式会社琉球新報開発
- 〒900-0001 沖縄県那覇市港町2-16-1（琉球新報開発ビル7階）

株式会社新報発送
- 〒900-0005 沖縄県那覇市天久905

株式会社オキナワグラフ社
- 〒900-0001 沖縄県那覇市港町2-16-1（琉球新報開発ビル4階）

## 支社・支局
- 北部支社 - 〒905-0014 沖縄県名護市港二丁目3-1 1階
- 中部支社 - 〒904-0014 沖縄県沖縄市仲宗根町25-6
- 宮古支局 - 〒906-0012 沖縄県宮古島市平良字西里393
- 八重山支局 - 〒907-0013 沖縄県石垣市浜崎町二丁目6-19
- 東京支社 - 〒104-0061 東京都中央区銀座四丁目9-6 陽光銀座三原橋ビル3階
- 大阪支社 - 〒530-0003 大阪府大阪市北区堂島二丁目1-2 中村屋ビル4階
- 福岡支社 - 〒810-0001 福岡県福岡市中央区天神二丁目8-30 福岡天神第一生命ビル8階

## 関連放送事業者・有線テレビジョン放送事業者
- 株式会社ラジオ沖縄 - 紙面のラ・テ欄ではカラー印刷でない場合、灰色にハイライトしている。かつては沖縄テレビのようにキー局の文化放送・ニッポン放送が大株主であった。
- 沖縄テレビ放送株式会社 - 琉球新報社は上位9位に名を列ねていない（2004年3月31日時点）ものの、琉球新報社の株主であり、紙面のラ・テ欄では黄色くハイライトしている。両社とラジオ沖縄とともにイベントやキャンペーンを行うことがある。大株主はフジ・メディア・ホールディングス（ラ・テ欄での扱いや資本については、同HD主要子会社のフジテレビと産経新聞社の関係性に似ている）。
- 沖縄ケーブルネットワーク株式会社